# Sedi dell'Università degli Studi di Napoli Federico II
L'Università degli Studi di Napoli Federico II possiede un patrimonio architettonico molto vasto, frutto di acquisizioni avvenute nel corso dei secoli. Gli edifici che ospitano l'ateneo si concentrano in otto aree distinte della città di Napoli con un'ulteriore presenza nella città di Portici, configurandosi quindi come un'università geograficamente distribuita.

## Centro storico

### Sede centrale
La sede centrale dell'ateneo federiciano si erge lungo corso Umberto I, 40 ad angolo con via Mezzocannone.
L'edificio è in stile neobarocco e venne eretto durante il Risanamento, tra il 1897 ed il 1908, su progetto degli architetti Pierpaolo Quaglia e Guglielmo Melisurgo. Sorge a ridosso del complesso universitario originale (che dal 1777 aveva trovato posto presso la Casa del Salvatore, ormai non più dei gesuiti), dopo che i gesuiti cessarono la proprietà, la nuova struttura fu integrata con le strutture esistenti dietro di essa. Gli architetti si premurarono di metterla in collegamento con le sedi preesistenti alle sue spalle tramite il cosiddetto Scalone della Minerva che origina nel cortile del Palazzo dell'Università e termina nel Cortile del Salvatore, superando un dislivello di più di 7 m.
Il palazzo ospita gli uffici amministrativi centrali dell'università, tra cui il Rettorato, il Senato Accademico e l'Economato, insieme al Dipartimento di Giurisprudenza. Inoltre, funge da sede secondaria per il Dipartimento di Studi Umanistici.

### Casa del Salvatore
La Casa del Salvatore è un complesso architettonico in stile barocco risalente al XVI secolo. Ospita i laboratori del Dipartimento di Scienze della Terra e del Dipartimento di Biologia Sperimentale, oltre ai principali musei scientifici curati dall'università: il Museo di fisica, il Museo di antropologia, il Museo di paleontologia, il Museo di mineralogia e il Museo zoologico. L'edificio monumentale (noto come il "cortile delle Statue") è sede della Società Nazionale di Scienze, Lettere e Arti di Napoli, dell'Accademia Pontaniana, della Biblioteca universitaria, del Dipartimento di Diritto Romano e Storia della Scienza Romanistica, nonché di diverse aule dell'Ateneo. Anche il Centro Linguistico di Ateneo (CLA) ha sede qui, al quinto piano del Dipartimento di Giurisprudenza. Adiacente ad esso si trova il cosiddetto "Palazzo dell'ex poligono di tiro".

### Complesso "Santi Marcellino e Festo"
Il complesso Santi Marcellino e Festo, colloquialmente conosciuto come Complesso di San Marcellino, è un edificio che si apre lungo Via Leopoldo Rodinò, 22/a, ad angolo con Largo San Marcellino, 10. Originariamente un complesso monastico, risale all'Alto Medioevo, probabilmente costruito tra l'VIII e il IX secolo. Oggi è sede del Dipartimento di Scienze Politiche, del museo di paleontologia e della Scuola Superiore Meridionale.
Il complesso è a pianta rettangolare con tre arcate pilastrate le cui strutture sono ricoperte da decorazioni in piperno; al centro è un giardino otto-novecentesco decorato con varie fontane in piperno e marmo. Sul complesso si affacciano diverse sale, tra cui quella capitolare nel lato sud-occidentale, pavimentata in maioliche da Giuseppe Massa nel 1740 circa e che è oggi sede del Museo di Paleontologia. Tutto il lato occidentale del complesso vede comunque un'architettura priva delle arcate, che inizia dalla sala del Capitolo e che conclude a nord con una terrazza panoramica che dà sul mare. Lungo le pareti delle arcate sono esposti numerosi reperti archeologici scoperti durante frequenti lavori di restaurazione. 

### Complesso "San Pietro Martire"
Il complesso San Pietro Martire, conosciuto localmente e comunemente come "Porta di Massa" (in acronimo "PdM") a causa della sua posizione in Via Porta di Massa, è un complesso architettonico situato di fronte al Palazzo dell'Università, dall'altro lato del Corso Umberto I. Risalente al XVI secolo, la struttura dell'edificio è quadrangolare, del quale ogni lato è caratterizzato da sette archi e una fontana in marmo al centro.
Dal 1961 è sede del Dipartimento di Studi Umanistici dell'Università degli Studi di Napoli Federico II, che include i corsi di Laurea di Archeologia e Storia dell'Arte, Discipline della Musica e dello Spettacolo, Filologia, Filosofia, Lettere, Lingue e letterature, Psicologia e Storia.

### Palazzo De Laurentiis

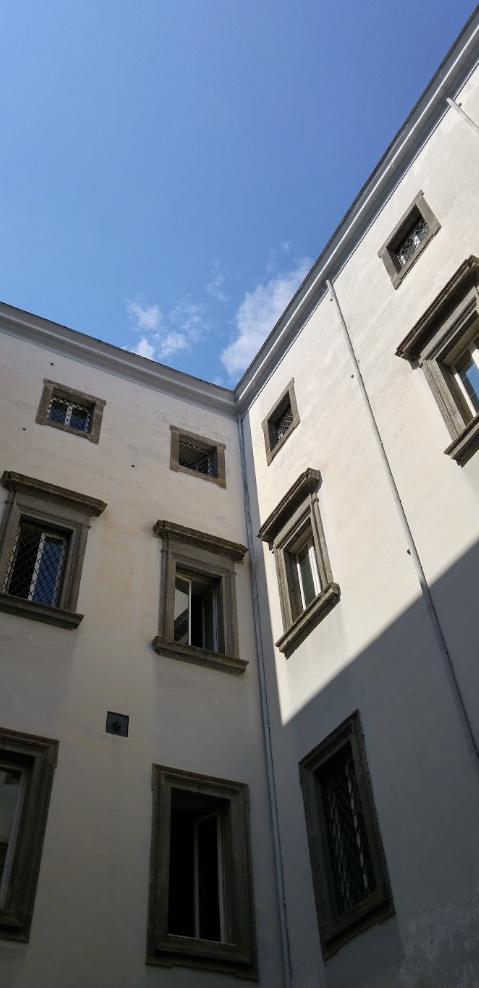
Palazzo De Laurentiis

Il Palazzo De Laurentiis funge da sede per il Dipartimento di Scienze Sociali. Mostra nelle facciate modanature e cornici settecentesche in piperno e tre scale caratterizzate dall'uso della pietra vesuviana. Tra esse vi è una scala che si apre nel cortile a sinistra e vi è la presenza di due scale sul lato destro, tipico dei palazzi partenopei. Questi elementi sono di non facile datazione, potrebbero anche essere ricondotti ai lavori di restauro e adattamento a cui dovette essere sottoposto l'edificio dopo l'incendio del 1786 menzionato dallo scrittore e storico Giuseppe Sigismondo.

### Sedi di Via Marina

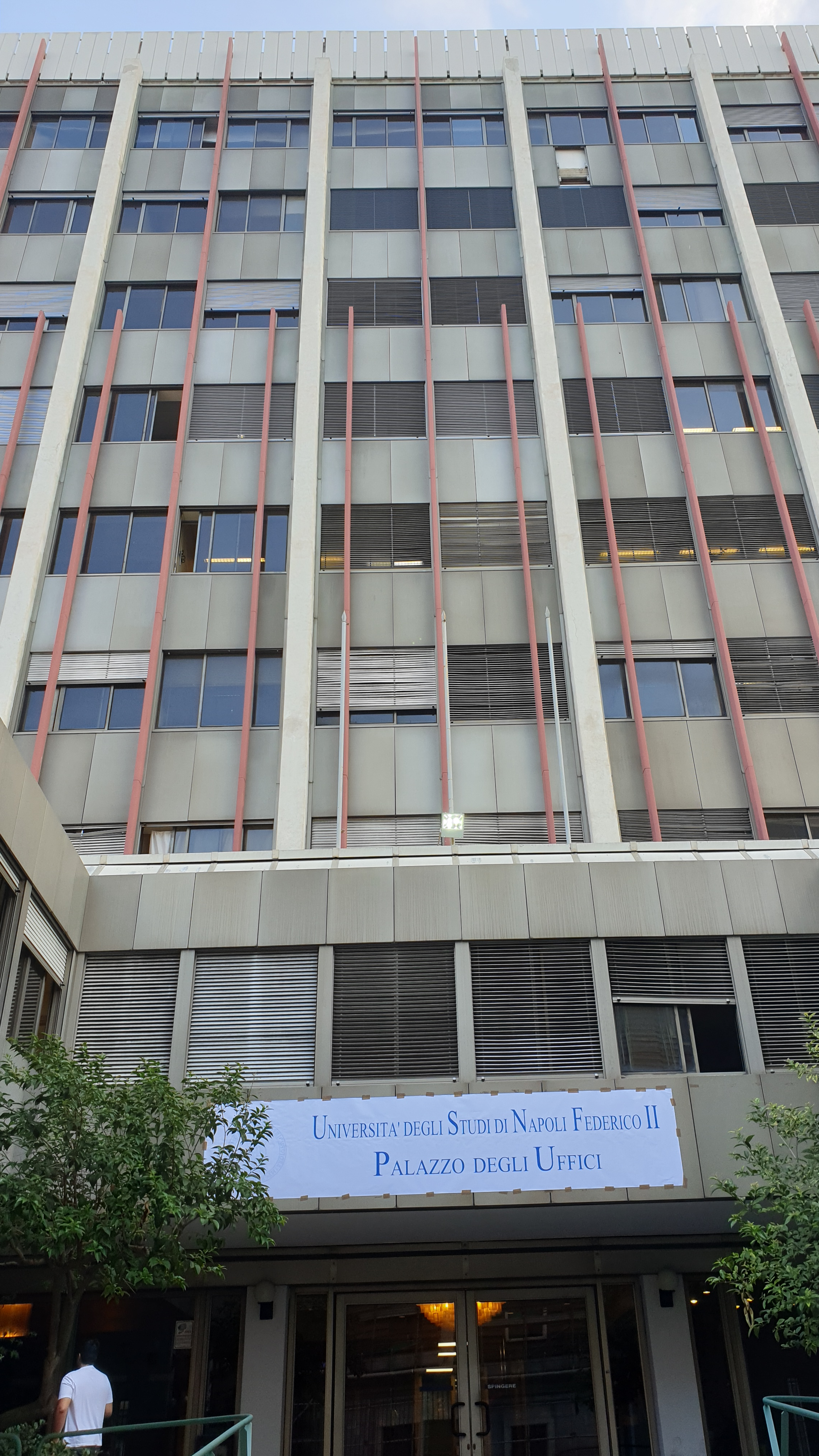
Vista frontale del palazzo ISVEIMER

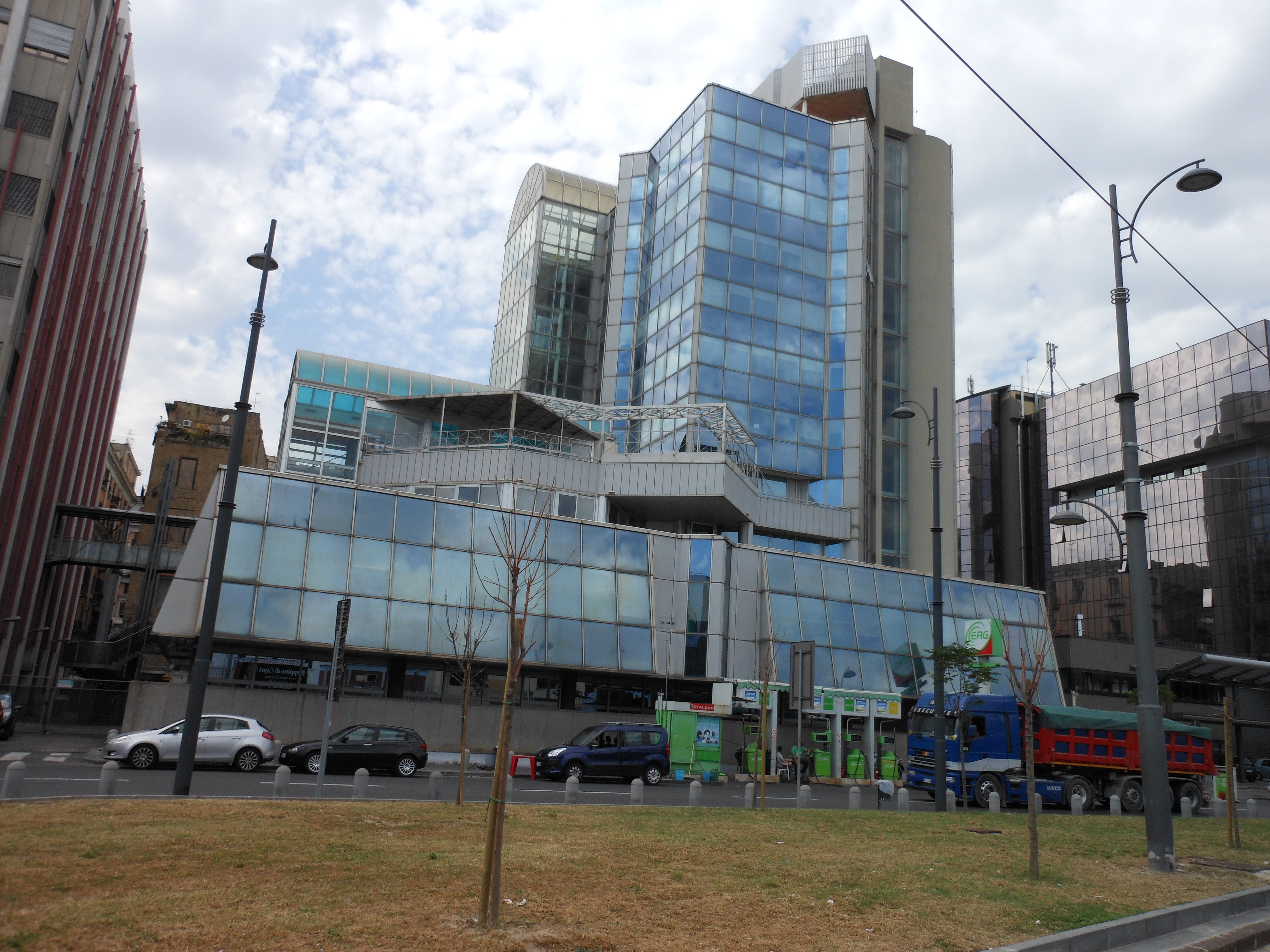
Palazzo Pecoraro-Albani

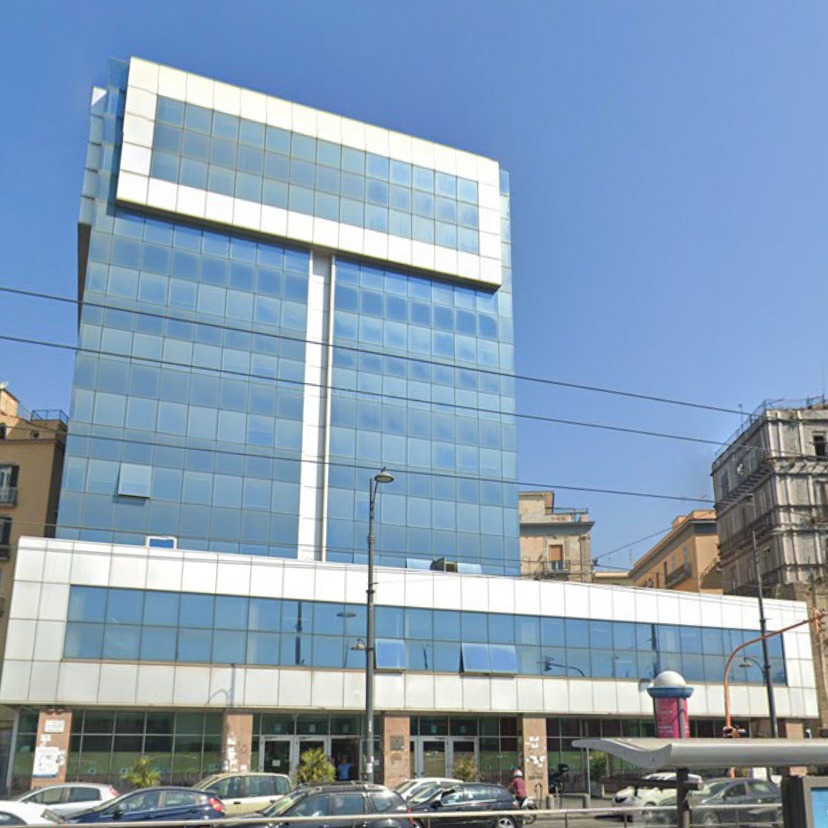
Palazzo Iniziativa Marina

Lungo Via Marina si trova il palazzo Iniziativa Marina, seguito più avanti dai palazzi Pecoraro-Albani e ISVEIMER all'incrocio con Via Porta di Massa. Sono tutti strutture moderne risalenti al XX secolo.
I palazzi Marina e Pecoraro fungono da sede per il dipartimento di Giurisprudenza. Il palazzo Marina ospita inoltre il Centro Interdipartimentale per gli Studi sulla Magna Grecia. Il palazzo ISVEIMER ospita invece le segreterie studenti per i dipartimenti di Studi umanistici e Sociologia.
Nel 2015 il Palazzo Pecoraro-Albani è stato intitolato ad Antonio Pecoraro-Albani, ex preside della Facoltà di Giurisprudenza dal 1986 al 1993, scomparso nel 2008.

### Chiesa dei Santi Demetrio e Bonifacio
Si tratta di un edificio monumentale ubicato in piazzetta Monticelli, 6. La chiesa, oggi sconsacrata, ospita l'Aula magna del dipartimento di Architettura.
Fu costruita nel 1706 su progetto di Giovan Battista Nauclerio e per commissione dei padri somaschi che vollero l'edificazione della chiesa per sostituire la cappella di un vecchio monastero benedettino di loro proprietà dal 1616. Due importanti palazzi furono altresì edificati al posto dell'antico convento: il palazzo dei Duchi di Casamassima e il palazzo Penne, che diventò in seguito la sede di somaschi stessi. In seguito alla soppressione degli ordini religiosi ed alla conseguente espulsione dei somaschi, la chiesa venne affidata alla gestione dell'arcivescovo di Napoli, prima di divenire di proprietà dell'università.

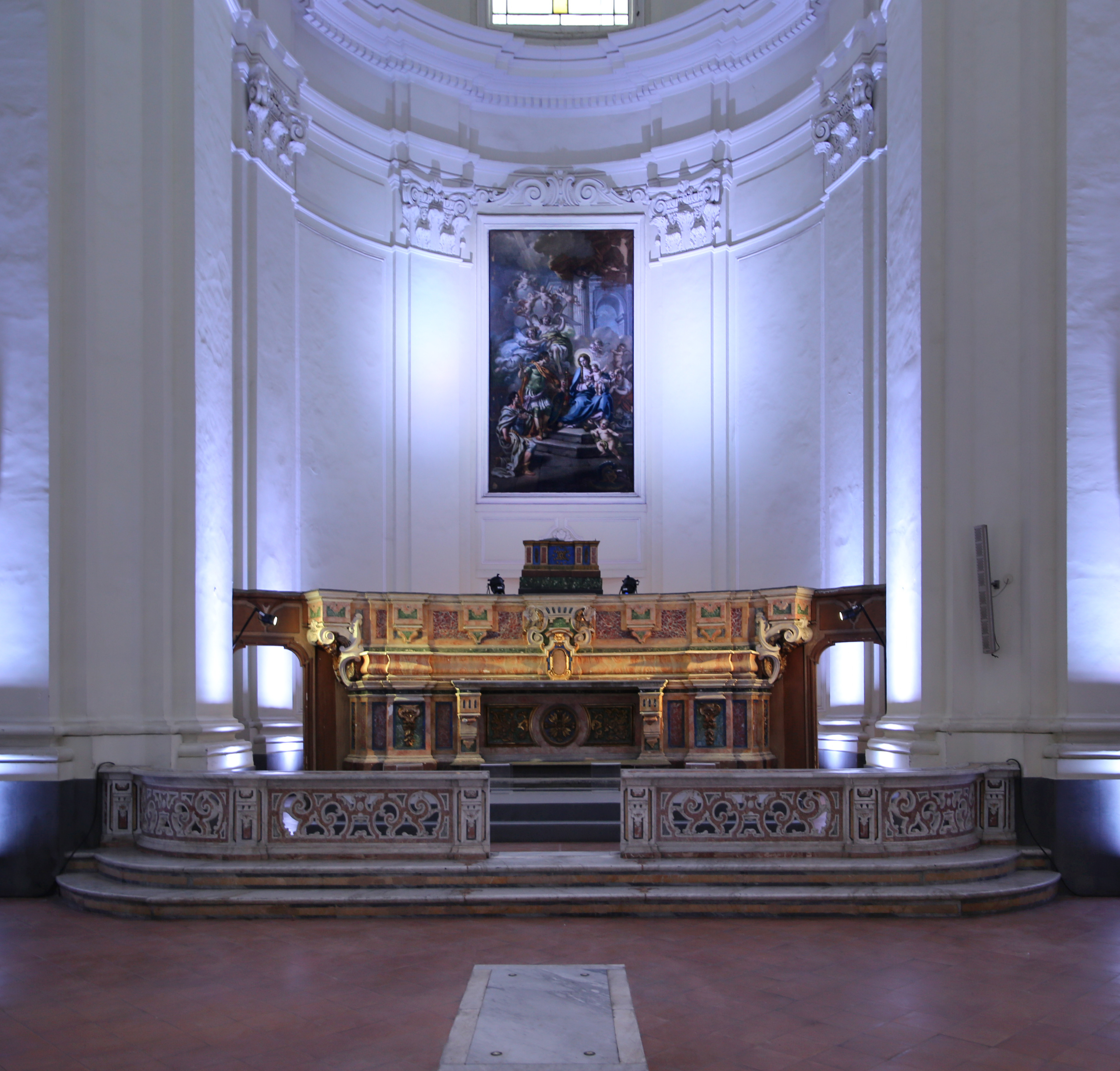
L'altare maggiore

La struttura presenta un impianto a croce greca con esedre ai lati; l'interno pur spogliato di arredi, conserva ancora i tre dipinti di altare del 1748: la Madonna con Bambino, San Demetrio e San Bonifacio di Nicola Maria Rossi, la Madonna con Bambino e i santi Paolo eremita, Leonardo Abate e Ignazio martire di Antonio Romeo ed infine la Madonna con Bambino e Gerolamo Emiliani di Gennaro Gamba.
L'altare maggiore ligneo presenta stucchi decorati con pannelli di finto marmo.

### Complesso di Sant'Antoniello a Port'Alba
Il complesso di Sant'Antoniello a Port'Alba si erge in piazza Bellini. Il palazzo è sede della Biblioteca di Area Umanistica (BRAU).
La fondazione del palazzo, come convento, risale al 1564 per volere di suor Paola Cappellani. Per l'ampliamento del monastero si inglobò nella struttura originaria, il vicino palazzo dei Principi di Conca. A seguito di questi rifacimenti, venne chiusa la facciata originaria, di cui si osservano ancora i resti del portale originale.
L'attuale prospetto è del XVIII secolo, costruito assieme al grande scalone a doppia rampa. Dal 26 gennaio 2009 il complesso, dopo un recente restauro, insieme all'attiguo palazzo Conca, è sede della BRAU, la biblioteca di ricerca dell'area umanistica dell'Università degli Studi di Napoli Federico II, già biblioteca della Facoltà di lettere e filosofia.

## Quartieri Spagnoli
Presso i Quartieri Spagnoli ha sede il dipartimento di Architettura, distribuito tra tre palazzi storici.

### Palazzo Orsini di Gravina
Il palazzo Orsini di Gravina è un elegante esempio di architettura rinascimentale di derivazione toscana e romana a Napoli. Dal 1936 è la sede centrale del dipartimento di architettura.
Le origini dell'edificio risalgono al 1513, quando Ferdinando Orsini, duca di Gravina in Puglia, acquistò un terreno di proprietà della basilica di Santa Chiara. Da allora passò di mano a vari nobili, ognuno dei quali apportò modifiche alla struttura. Fu ricostruito nel 1848 a seguito di un disastroso incendio. Prima dell'Unità d'Italia divenne sede dell'ufficio delle tasse. Dopo l'unificazione fu adibito ad ufficio postale.
Il palazzo presenta una planimetria generale quadrangolare che si eleva sul piano nobile e piano terra; della struttura cinquecentesca rimane solamente il lato della facciata che è scandita dal ritmo delle bugne a cuscino del piano terra e dalle lesene composite in piperno, intervallate dalle aperture delle cornici in marmo delle finestre. Su ogni finestra vi è un tondo con il busto degli Orsini realizzati da Vittorio Ghiberti agli inizi del XVI secolo. Nell'interno si nota la controfacciata in piperno e marmo del XVI secolo, mentre, gli altri lati sono d'imitazione. Ancora all'interno sono presenti i resti degli affreschi settecenteschi staccati; infine nel cortile vi è una pregevole fontanella.

### Palazzo Latilla
Il Palazzo Latilla è un edificio monumentale di valore storico e architettonico ubicato in via Tarsia, 27 e 31 nel quartiere Avvocata. Ospita la seconda sede del dipartimento di architettura.
L'edificio risalente al XVIII secolo fu completato da Mario Gioffredo nel 1762, su commissione del consigliere municipale Ferdinando Latilla, marchese di Taurasi e conserva al secondo piano una piccola cappella con il pavimento maiolicato utilizzata oggi per conferenze e simposi accademici.
L'edificio è composto da tre moduli indipendenti, ognuno si compone da una precisa sequenza spaziale: ingresso, cortile, scala aperta addossata alla parete in fondo al cortile. Caratteristiche di impronta tipologica di origine settecentesca, che si ritrovano in molti edifici partenopei.

### Complesso dello Spirito Santo

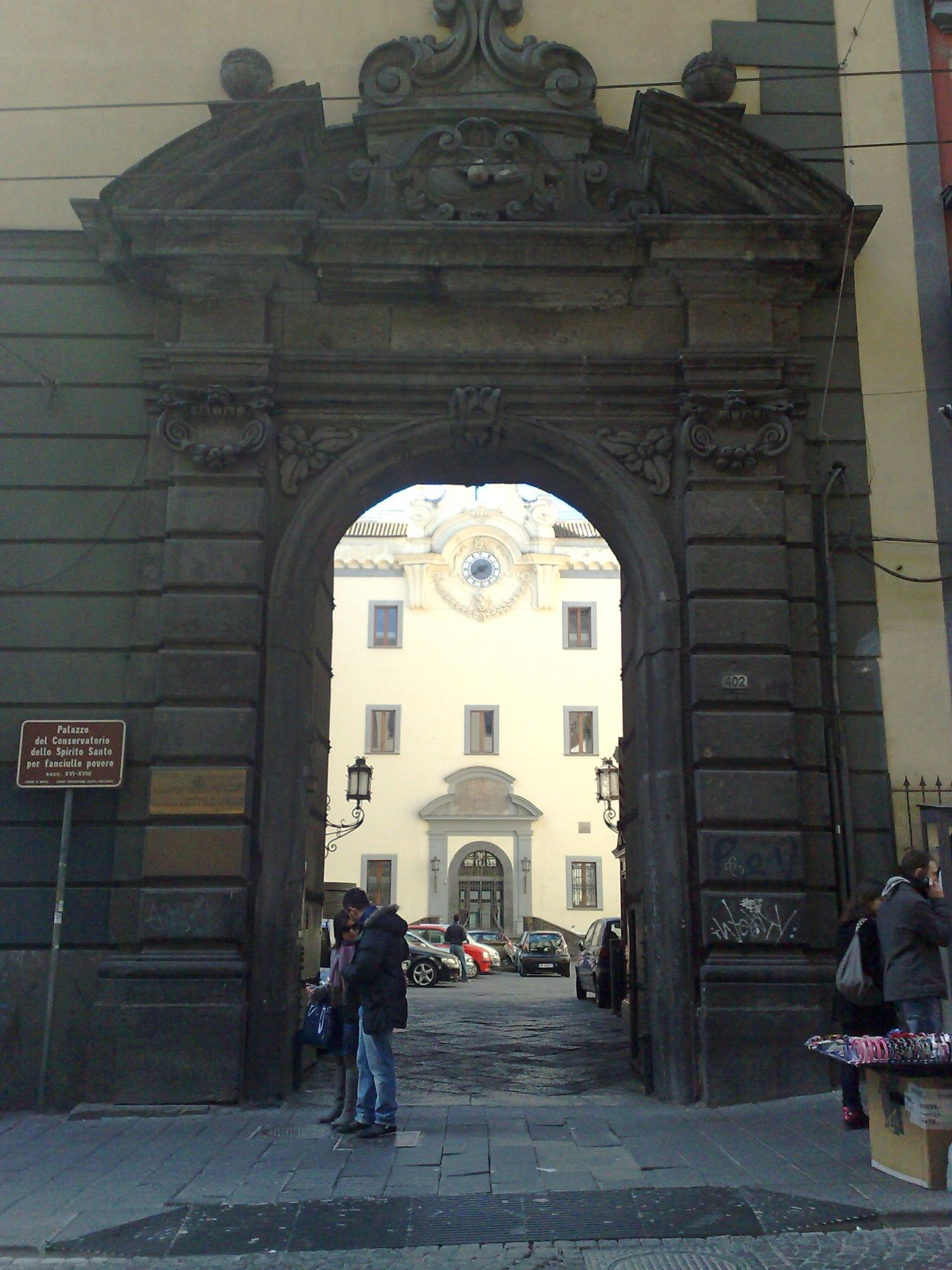
Il portale

Il complesso universitario dello Spirito Santo è un edificio situato lungo via Toledo, 402 nel quartiere San Ferdinando. Attualmente ospita una sezione distaccata del dipartimento di Architettura.
Costruito a metà del XVI secolo per ospitare le fanciulle povere, venne più volte rimaneggiato. Nel 1590 vi fu istituita una cassa depositi e nel 1629 una cassa dei pegni.
In stile barocco sono il portale monumentale e la parte prospiciente sul cortile; il resto venne ricostruito nel 1960 da Marcello Canino. Un tempo l'edificio era annesso alla basilica dello Spirito Santo.

## Policlinico - Complesso di Cappella Cangiani
Presso la zona ospedaliera di Napoli ha sede l'Azienda Ospedaliera Universitaria Federico II meglio conosciuta come Nuovo policlinico. Il Complesso di Cappella Cangiani, così chiamato originariamente in quanto situato in contrada Cappella Cangiani a Rione Alto (Municipalità V), si estende su una superficie di 441000 m² su cui giacciono 21 edifici per una superficie coperta di 57086 m² (e una superficie complessiva dei piani di 257118 m²). L'ingresso principale al complesso ospedaliero universitario è sito in via Pansini; altri tre ingressi secondari sono usufruibili in determinati giorni e orari. La mobilità all'interno del vasto complesso è assicurata da un servizio di mini-bus gratuito che mette in comunicazione l'ingresso principale con i vari padiglioni.
Hanno qui sede il dipartimento di Medicina Clinica e Chirurgia, il dipartimento di Farmacia, il dipartimento di Medicina Molecolare e Biotecnologie Mediche, il dipartimento di Neuroscienze e Scienze Riproduttive ed Odontostomatologiche, il dipartimento di Sanità Pubblica, il dipartimento di Scienze Biomediche Avanzate e il dipartimento di Scienze Mediche Traslazionali.

## Fuorigrotta

### Complesso di Monte Sant'Angelo
Il complesso di Monte Sant'Angelo è un conglomerato edilizio nei pressi dell'omonima collinetta. Inaugurato nel 1990 è una delle sedi più vaste dell'università, dedicata principalmente ai dipartimenti dell'area scientifica ed economica dell'ateneo.
Il complesso ospita inoltre le sedi napoletane di alcuni centri di ricerca nazionali (CNR, IREA, INFN, Databenc), un importante centro congressi e due campi sportivi dedicati alle attività del CUS Napoli.
Al 2019 la struttura non risulta ancora del tutto completata.
Storia
Nell'ambito del dibattito sul decongestionamento universitario partito alla fine degli anni sessanta, fu per spinta del rettore Giuseppe Cuomo che si giunse all'approvazione di una nuova sede per le facoltà tecniche e scientifiche della Federico II.
Nel 1975 fu approvato definitivamente il progetto dal piano regolatore, tuttavia gran parte dell'area circostante, in precedenza soprattutto agricolo, era stata occupata dalla speculazione e dall'abusivismo edilizio, relegando alla cittadella universitaria uno spazio minore a quello previsto inizialmente, con un perimetro irregolare. Furono per tale motivo sacrificati gli spazi aperti che avrebbero dovuto fare del complesso un vero e proprio campus universitario.
Nel 1980 fu individuato come concessionario l'azienda Infrasud, del gruppo IRI, alla quale furono affiancate le competenze dell'ateneo stesso nelle figure di Arrigo Croce, come consulente geotecnico, Elio Giangreco e Renato Sparacio, come consulenti delle strutture, Raffaele Vanoli e Vittorio Betta, come consulenti per l'impiantistica, Michele Capobianco e Massimo Pica Ciamarra come progettisti. Il progetto aveva come punto di riferimento i campus realizzati negli atenei e nelle facoltà dell'Europa del Nord negli anni cinquanta e sessanta. Tuttavia il complesso risulterà troppo aperto e dispersivo.
Trasporti
La sede è raggiungibile con i bus dell'Azienda Napoletana Mobilità (linee S1, S2, R6 e 180) e dell'Ente Autonomo Volturno, oltre che con la Ferrovia Circumflegrea, dalla stazione di Traiano. È in costruzione la ferrovia locale Linea 7, che prevede una delle soste nella stazione di Monte Sant'Angelo, progettata dall'architetto britannico Anish Kapoor, anch'essa in costruzione, che sorgerà nei pressi del complesso universitario.

### Palazzo della Facoltà d'Ingegneria
Il palazzo della Facoltà d'Ingegneria è un vasto complesso edilizio che sorge presso piazzale Tecchio. È stato realizzato su progetto di Luigi Cosenza, Michele Pagano, Marcello Picone e Luigi Tocchetti tra il 1955 e il 1970.
Il palazzo sorge come terminale delle case popolari di viale Augusto, sempre progettate da Luigi Cosenza; l'edificio, adibito a facoltà dell'Università Federico II, è stato progettato dallo stesso per mascherare le abitazioni retrostanti con un palazzo alto undici piani antistante ad un cortile alberato e con un altro palazzo di quattro piani dietro. Un'ampia decorazione musiva sul frontone celebra il progresso raggiunto dall'Uomo grazie al proprio lavoro.
Al piano terra si trova il Centro di Calcolo Elettronico e una biblioteca universitaria; al primo piano si trovano l'aula magna (intitolata a Leopoldo Massimilla), l'aula delle lauree (intitolata a Scipione Bobbio), l'ufficio di segreteria, la presidenza e alcune aule; i piani dal terzo all'undicesimo ospitano i vari dipartimenti.

## Agnano
Nel quartiere di Agnano è presente una delle sedi del Dipartimento di ingegneria.

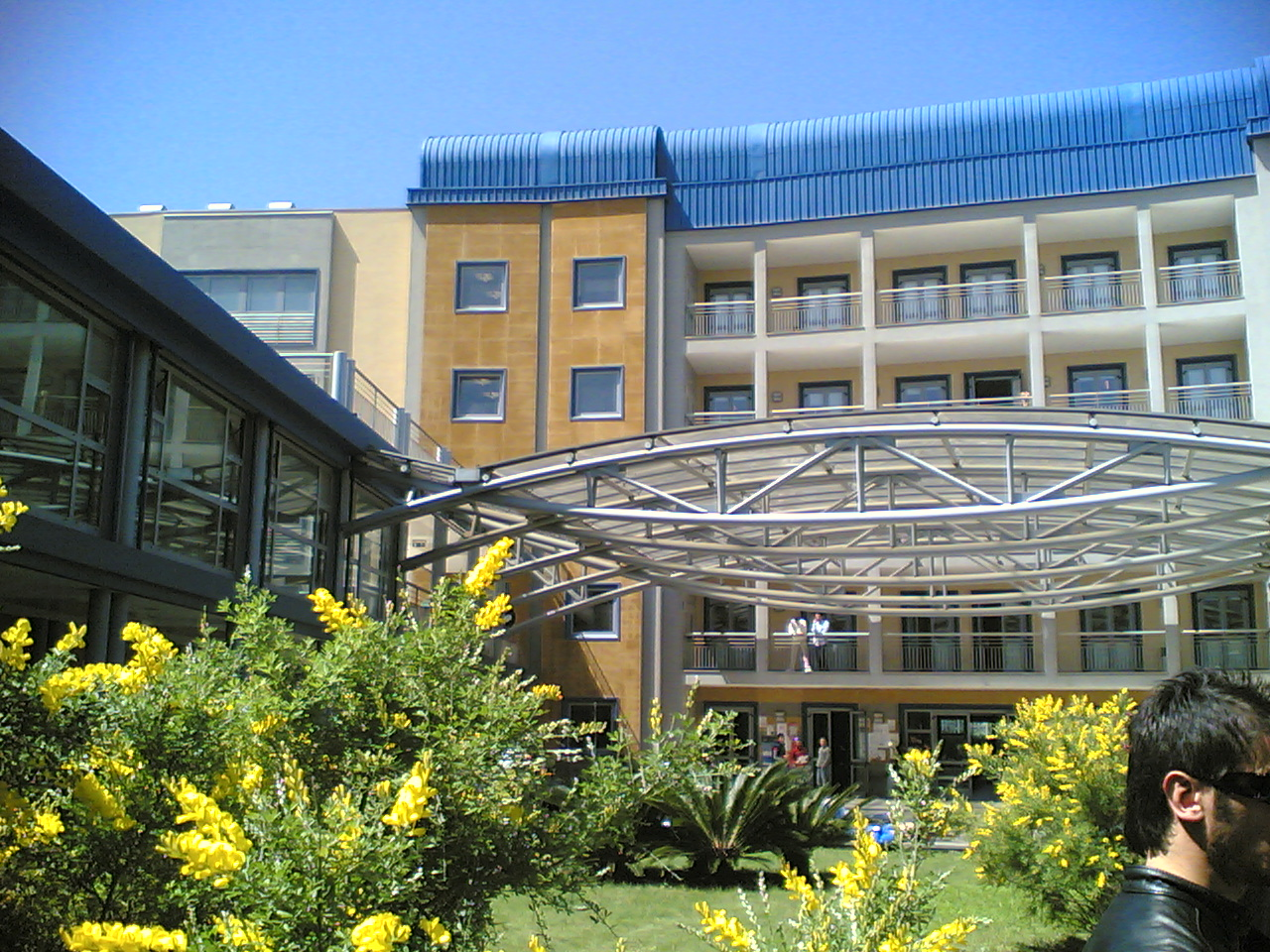
Sede di Agnano

## San Giovanni a Teduccio
Nel quartiere di San Giovanni a Teduccio sorge il Complesso di San Giovanni. Inaugurato nel 2015, questo complesso è stato realizzato nell'area industriale ex Cirio e individuato come best practice dalla Commissione europea. Hanno sede presso questo complesso l'Apple Developer Academy e la Cisco Academy.

## San Carlo all'Arena
Nel quartiere San Carlo all'Arena si trovano gli edifici veterinari del Complesso di Santa Maria degli Angeli alle Croci dove ha sede il dipartimento di Medicina veterinaria e produzioni animali. Qui si svolgono attività di ricerca, didattica e assistenza veterinaria, oltre a conservare una ricca collezione di reperti anatomici e zoologici.
Un altro luogo di interesse è l'Orto botanico, fondato nel 1807 e gestito dal dipartimento di Biologia. L'Orto botanico è uno dei più grandi e antichi d'Europa, con una superficie di circa 12 ettari e oltre 9000 specie vegetali provenienti da tutto il mondo. L'Orto botanico è anche un centro di studio e divulgazione della biodiversità, della storia e della cultura botanica.

## Scampia
Il complesso universitario di Scampia è un edificio che sorge nell'omonimo quartiere nei pressi di viale della Resistenza. Inaugurato nel 2022, ospita principalmente i dipartimenti di Medicina e chirurgia con il corso di laurea di Scienze della nutrizione umana.
L'edificio possiede 5 piani, con una superficie totale di 15.000 m² con 48 aule per 330 posti a sedere, laboratori, studi medici, uffici e servizi alla didattica, consultori, ambulatori e un'aula magna.
La sede è raggiungibile con i bus delle linee 180, C67, R5 e 167 dell'Azienda Napoletana Mobilità (ANM) e le linee 1 e 11 della metropolitana di Napoli.

## Portici

### Reggia di Portici
La reggia di Portici è un palazzo monumentale, sede della Facoltà di Agraria dell'Università degli Studi di Napoli "Federico II" e del Centro MUSA - Musei delle Scienze Agrarie. È situata a Portici in via Università, 100.
Essa è una dimora storica fatta costruire dal sovrano Carlo di Borbone come palazzo reale estivo per la dinastia dei Borbone di Napoli, prima della costruzione della più imponente reggia di Caserta. Insieme all'Orto botanico di Portici, costituisce il più importante complesso architettonico-naturalistico della città.

### Orto botanico di Portici
L'orto botanico di Portici è sorto nel 1872, all’atto della fondazione Centro MUSA dell'allora Reale Scuola Superiore di Agricoltura, alla quale venne assegnata come sede il Palazzo Reale di Portici insieme al suo parco ed i suoi giardini. Nel 1935, con l'assegnazione di tre riquadri del Parco Gussone, l'estensione ha raggiunto i 20.000 m² creando tre aree in cui sono allestiti il palmeto, un felceto con un piccolo lago ed uno spazio di circa 1000 m² per le serre riscaldate dedicate a collezioni di piante. 

## Altre sedi

### A Napoli
- Complesso di San Giovanni a Teduccio: sede della Scuola Politecnica e delle Scienze di Base, è situato in Corso Nicolangelo Protopisani, 70.
- Edificio via Claudio: sede del Dipartimento di Ingegneria, situato in via Claudio, 21.
- Edificio via Nuova Agnano: sede del Dipartimento di Ingegneria, situato Via Nuova Agnano, 30-38, inaugurato nel 2001.
- Complesso Collegio Medico (vecchio policlinico): situato in Piazza S. Andrea delle Dame, 1-2-3
- Complesso di Santa Patrizia: situato in Via Armanni 3-4-5.
- Complesso di Piazza Miraglia ed Edificio della Croce di Lucca: situati in Piazza Miraglia 1-2.
- Ex Poligono di tiro: situato in Via Campegna
- Edifici veterinari (Complesso di Santa Maria degli Angeli alle Croci) sede del Dipartimento di Medicina Veterinaria e Produzioni Animali, sono situati in Via Federico Delpino, 1 e Via S. Maria degli Angeli alle Croci, 28.
- Orto botanico: situato in Via Foria, 223.
- Edificio del Salvatore: sede del CLA (Centro Linguistico di Ateneo) sito al quinto piano e del Dipartimento di Giurisprudenza, è situato in Via Mezzocannone, 4-8.
- Edificio biotecnologie (ex politecnico): è situato in Via Mezzocannone, 16.
- Palazzo della Facoltà di economia e commercio

### In altre località
- Palazzo Mascabruno: una delle sedi della Facoltà di Agraria, situato in Via Università, 48‐50‐52 (Portici).
- Orto botanico di Portici
- Villa Orlandi (Anacapri)
- Villa delle Ginestre (Torre del Greco)
- Azienda Agraria Sperimentale "Torre Lama" (Bellizzi)
- Complesso del corso di laurea in Viticoltura ed enologia (Avellino)